# Понтекорво (княжество)
Княжество Понтекорво — княжество в Италии, созданное французским императором Наполеоном Бонапартом после того, как он стал королем Италии в 1805 году. Оно состояло из итальянской коммуны Понтекорво, анклава Папского государства с 1463 года на территории Неаполитанского королевства.
5 июня 1806 года император Наполеон Бонапарт создал княжество для своего маршала Жана-Батиста Бернадота. Несмотря на то, что власть нового князя была формально суверенной, он должен был принести присягу на верность королю Италии.
Княжество Понтекорво существовало недолго. В 1815 году после Наполеоновских войн Понтекорво было возвращено в состав Папской области. В 1820 году «республика» Понтекорво отделилось от Папского государства, но в марте 1821 года в нём было восстановлено папское правление. В 1860 году Понтекорво было присоединено к Беневенто и включено в состав нового Итальянского королевства.

## Принцы Понтекорво

### Жан Батист Жюль Бернадот (1806—1810)
Маршал Франции Жан Батист Жюль Бернадот (1763—1844) стал первым князем Понтекорво. 21 августа 1810 года Бернадот был избран шведским риксдагом наследным принцем Швеции. 5 ноября того же 1810 года Бернадот был официально усыновлен бездетным шведским королем Карлом XIII. Бернадот вынужден был отказаться от титула князя Понтекорво, а также своего имущества во Франции и Италии. С момента вступления Бернадота на шведский королевский трон в 1818 году, герб княжества Понтекорво стал частью большого герба Швеции.

### Наполеон Люсьен Шарль Мюрат (1812—1815)
5 декабря 1812 года новым князем Понтекорво был провозглашен принц Наполеон Люсьен Шарль Мюрат (1803—1878), младший сын Иоахима Мюрата, короля Неаполитанского. Хотя время правления семьи Мюрат в княжестве Понтекорво продлилось всего три года и закончилась в 1815 году, потомки принца Люсьена по-прежнему неофициально используют титул «князь Понтекорво» в качестве титула учтивости для наследника принца Мюрата. В настоящее время этот титул носит Иоахим Мюрат, который родился в 1973 году.

## Список князей Понтекорво

### Суверенные князья
- 1806—1810: Жан-Батист Бернадот (26 января 1763 — 8 марта 1844), маршал Империи (19 мая 1804), 1-й князь Понтекорво и Империи (5 июня 1806 — 21 августа 1810), наследный принц Швеции (21 августа 1810), наследный принц Норвегии (14 января 1814), король Швеции и Норвегии (5 февраля 1818 — 8 марта 1844)
- 1812—1815: Люсьен Мюрат (16 мая 1803 — 10 апреля 1878), французский принц, принц Неаполитанского королевства, 2-й князь Понтекорво и Империи (5 декабря 1812—1815), 3-й принц Мюрат (1847—1878), второй сын Иоахима Мюрата и Каролины Бонапарт.

### Титулярные князья
- 1834—1878: Иоахим Мюрат (21 июня 1834 — 23 октября 1901), старший сын Люсьена Мюрата
- 1878—1901: Иоахим Мюрат (28 февраля 1856 — 2 ноября 1932), единственный сын предыдущего
- 1901—1932: Иоахим Мюрат (6 августа 1885 — 11 мая 1938), старший сын предыдущего
- 1932—1944: Иоахим Мюрат (16 января 1920 — 20 июля 1944), единственный сын предыдущего
- 1944—1973: Иоахим Мюрат (род. 26 ноября 1944), единственный сын предыдущего
- 1973 — н. в.: Иоахим Мюрат (род. 3 мая 1973), единственный сын предыдущего.